# Cửa khẩu Kon Tuy Neak
Cửa khẩu Kon Tuy Neak là cửa khẩu tại vùng đất xã Ta Veaeng Loeu (Tà Veng Lơ) huyện Ta Veaeng tỉnh Ratanakiri, Campuchia .
Cửa khẩu Kon Tuy Neak thông thương với Cửa khẩu Đăk Kôi tại xã Pờ Y huyện Ngọc Hồi tỉnh Kon Tum, Việt Nam  14°39′39″B 107°33′21″Đ / 14,660727°B 107,555929°Đ.
Cặp cửa khẩu này là cửa khẩu địa phương (local), không dành cho người nước ngoài qua lại .